# John Gibson Paton
John Gibson Paton (24 de mayo de 1824 – 28 de enero de 1907) nació en Escocia y era hijo mayor de una familia numerosa. 

## Biografía

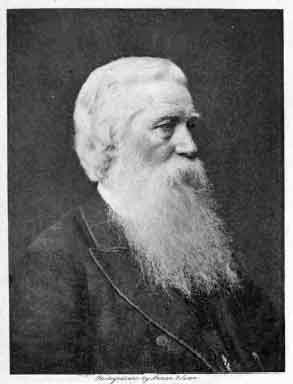
John Gibson Paton.

Pudo estudiar los primeros años, pero pronto tuvo que acompañar a su padre en el sostenimiento familiar haciendo medias. En esas edades, apareció su pasión por la Biblia en que tomaba la mayor parte de los descansos que hacían para comer para leer las escrituras. Su vida fue muy marcada por su papá en su pasión por Dios. El veía a su padre ir a orar tres veces al día a un cuarto aparte en la casa y cuando regresaba tenía un resplandor en el rostro. Paton explica que “nosotros los hijos sabíamos que era el reflejo de la Presencia Divina en el cual vivía su vida.”
Su pasión por la obra de Dios se notó en que finalmente se fue como misionero a la ciudad de Glasgow donde trabajó con personas en muchos niveles, especialmente en la enseñanza, y fue aquí donde escuchó de las misiones fuera del país y fue aceptado como misionero a las islas Nuevas Hébridas, que ahora son la república de Vanuatu, al este de Australia y Nueva Zelanda. Cuando salió como misionero, John anotó otro momento en que su Papá tuvo un impacto sobre él. La caminata desde la casa en Escocia hasta el lugar de salida era de 40 millas (64 km)– su papá caminó las primeras 6 millas (9,6 km) con él. Cuando se despidieron, Paton recuerda cuando su papá lo bendijo y dejó en John el recuerdo de un varón de Dios que dice que lo motivó y le ayudó a perseverar en los años que seguían.
Recién casado con Mary Ann Robson, John Paton salió hacia las islas Nuevas Hébridas donde se estableció en la isla de Tanna, una isla casi no alcanzada por el Cristianismo; ya que sólo había un misionero que se estableció del otro lado de la isla. En esta isla vivían unas tribus muy violentas y con prácticas canibalistas. John & Mary construyeron una casa en puerto Resolución. En febrero de 1859 les nació su primer hijo Peter y a poco más de un mes después, murieron Mary y Peter de una fiebre tropical – John los enterró antes de cumplir un año de casado. Escribe al respecto: “que aquellos que hayan pasado por una oscuridad similar – oscuridad de media noche – sientan por mí.” Sin embargo, él decidió quedarse allí en la isla y no abandonar la obra misionera.
Las tribus que vivían en la isla tenían prácticas muy violentas, por ejemplo, cuando moría un hombre, mataban a la esposa para que ésta les sirviera en la vida próxima; los hombres frecuentemente golpeaban a sus esposas; y cuando había guerras o luchas entre ellos, los victoriosos cocinaban y se comían a los perdedores. John se preguntaba cómo iba a hacer para evangelizar, y aún más para civilizar, a estas tribus, pero aun así siguió haciéndolo. Comenzó a hacer amistad con algunos allí y a aprender el idioma de los mismos; diseñó una manera de escribir el idioma; y utilizando una pequeña imprenta, comenzó a reproducir algunos textos Bíblicos en el idioma Tannense.
Luego de cuatro años en Tanna, en medio de una guerra entre diferentes tribus, uno de sus amigos nativos le advirtió que esa noche algunos de la tribu habían resuelto matarlo y comérselo. John escapó de su casa con su Biblia y con los escritos traducidos al Tannense para nunca volver. En todo este tiempo, John se apegó a las palabras de Jesús “He aquí, estaré contigo siempre.”
Logró abordar un barco y salir finalmente a Australia y luego regresó a su tierra natal de Escocia donde conoció y se casó con Margaret Whitecross. Dos años después, John y Margaret regresaron a las Islas Nuevas Hébridas, estableciéndose una misión en la isla Aniwa, donde encontraron tribus similares a los de la isla de Tanna, pero donde corrieron mejor suerte que en la primera.
En Aniwa, también aprendieron el idioma, establecieron dos casas para huérfanos, enseñaron a leer la Biblia, educaron a muchos en Doctrina Cristiana y enviaban a estos mismos a las otras tribus para evangelizar. Allí John y Margaret tuvieron varios hijos, uno de los cuales cuando creció regresó a las Islas Nuevas Hébridas también como misionero. Treinta y tres años después de establecidos en Aniwa, se publicó el Nuevo Testamento en el idioma Aniwence.
En sus últimos años, John y Margaret se establecieron en Australia donde ayudaban a promocionar misiones a las Islas Nuevas Hébridas – con mucho éxito ya que por lo menos 25 misiones se establecieron en estas islas. John murió a los 83 años.